# În anul porcului
In the Year of the Pig (în română: În anul porcului) este un film documentar american din 1968 despre originele Războiului din Vietnam, regizat de Emile de Antonio. A fosy nominalizat la Premiul Oscar pentru cel mai bun film documentar.
Filmu, care este în alb-negru, conține multe incursiuni istorice și numeroase interviuri, printre care se pot menționa, Harry Ashmore, Daniel Berrigan, Philippe Devillers, David Halberstam, Roger Hilsman, Jean Lacouture, Kenneth P. Landon, Thruston B. Morton, Paul Mus, Charlton Osburn, Harrison Salisbury, Ilya Todd, John Toller, David K. Tuck, David Werfel și John White.

## Scenariu
Cu argumente indirecte, Emile de Antonio lansează în filmul său "În anul porcului" un atac impresionant asupra politicii externe americane și a Războiului din Vietnam. Unul dintre rezultate este un documentar extrem de provocator și o exemplificare magistrală  a cîtorva dintre defectele mentalității americane care pot fi cel mai ușor caracterizate drept simplă aroganță.
Debutînd cu cîteva imagini de protest, filmul schițează istoria prezenței americane în Asia de Sud-Est, evident pentru a o apăra de infiltrarea comunismului, ceea ce atrage o incursiune în istoria colonialismului în Vietnam. Prima țară făcută responsabilă este China, apoi diferitele puteri europene, pînă la înfrangerea Franței la Dien Bien Phu în 1954. Relatând despre toate acestea, oricît de interesante ar fi ele, filmul pierde de fapt timp prețios pentru a ajunge la o concluzie: că nici unul dintre războaiele din Vietnam nu a fost inevitabil, uman sau util populației indigene în procesul de formare a unei națiuni suverane.
Folosind filme găsite la fața locului sau interviuri atent redactate, filmul prezintă opiniile subiecților relative la problemele pe care le ridică fără să-și afirme deschis punctul de vedere. Astfel sunt prezentate secvențe ale unor discursuri ale unor personalități istorice, alese pe criteriul "faimos sau relevant". În cea dintîi categorie intră o adevărată colecție de lideri politici, scriitori și critici de primă mînă. Unii dintre aceștia sunt mai bine cunoscuți ca de exemplu președinții americani Dwight Eisenhower, John Kennedy, Lyndon Johnson, Richard Nixon și Gerald Ford, eroul vietnamez Ho Și Min, vînătorul de comuniști Joseph McCarthy sau "șoimul" războiului Robert McNamara. Dar cu adevărat importanți sunt cei care reprezintă "contextul" războiului, mai degrabă decât retorica politicianistă. Printre ei, David Halberstam, Jean de Lattre de Tassigny, Harry S. Ashmore, Hubert Humphrey și chiar George S. Patton III înviorează oarecum atmosfera sordidă în care soldații americanii sunt trimiși în Vietnam. În 1969, anul realizării documentarului, părerile lor au fost baza acestui tratat cinematografic și al celei mai reușite Diatribe antirăzboi, chiar dacă pe alocuri și antiamericane, împotriva relelor politicii.